# 1928年大西洋飓风季
1928年大西洋飓风季一共只形成七个热带气旋，其中六个增强成热带风暴，四个进一步强化成飓风，一个成为大型飓风，并且最高强度达到现代萨菲尔-辛普森飓风等级下的五级飓风标准。全季以奥基乔比飓风最为强劲，造成的破坏也最严重，是美国历史上致死人数第二多的热带气旋。本季第一个天气系统人称匹尔斯堡飓风，于8月3日在小安的列斯群岛附近形成。气旋穿越巴哈马并登陆佛罗里达州，造成两人死亡和价值23.5万美元的破坏。首场风暴成型数天后，海地飓风于8月7日在向风群岛南部附近形成。气旋先后袭击海地、古巴和佛罗里达州，造成至少210人遇难，经济损失约为200万美元。第三个热带气旋造成的影响缺乏文献记载。
全季以人称奥基乔比飓风的第四号飓风强度最高、影响最大，是本季唯一的五级飓风。风暴以五级强度吹袭波多黎各，大、小安的列斯群岛多个岛屿遭受“重大破坏”，其中瓜德罗普和波多黎各灾情特别严重。气旋接下来又以四级飓风强度经过巴哈马，在部分岛屿造成人员丧生和严重破坏，然后以四级飓风强度袭击西棕榈滩，狂风对当地构成重创。内陆洪灾和风暴潮致使奥基乔比湖决堤，将附近多个城镇淹没，至少夺走2500条人命，飓风至此成为美国历史上第二致命的热带气旋，仅次于1900年加尔维斯顿飓风。整场风暴一共导致至少4079人死亡，经济损失达一亿美元。之后的三个天气系统都没有影响陆地，1928年大西洋飓风季的所有风暴至少夺走4289条人命，损失总额超过1.02亿美元。
这年飓风季的活跃程度还经累积气旋能量指数反映出来，数值为83。大致来说，气旋能量指数通过飓风强度和持续时间计算，强度越高、持续时间越长的风暴，其指数也相应越高。

## 风暴

### 第一号飓风
8月3日，一股东风波在维尔京群岛北面发展成热带气旋。系统存在的大部分时间都是沿大安的列斯群岛海岸平行移动，于8月6日在巴哈马上空增强成一级飓风。风暴继续强化，成为二级飓风后又于8月7日达到持续风速每小时165公里的最高强度。不久，气旋经小幅减弱于协调世界时8月8日早上7点从佛罗里达州匹尔斯堡附近登陆。接下来一天里风暴在穿越佛罗里达州期间逐渐减弱，其间短暂进入墨西哥湾上空，但很快又转向北上。8月10日，气旋以热带风暴强度登陆佛罗里达州西北狭长地带，在进入陆地上空后继续减弱，于当天消退成热带低气压并逐渐转变成温带气旋。系统的温带残留进入大西洋，最终于8月14日逐渐消散。
气旋存在早期，尚在大安的列斯群岛北侧海域时就对巴哈马的航运构成影响，古巴近海波涛汹涌。风暴登陆匹尔斯堡期间对多地构成重大破坏，并以沿海地区灾情严重，许多民宅失去屋顶。中佛罗里达的柑橘作物受到狂风暴雨破坏，包括奥基乔比湖在内多个湖泊的湖水泛滥，将沿岸地区淹没。内陆地区的基础设施受损程度比沿海要轻，但停电依然导致大范围通讯中断。飓风第二次登陆期间的风害相对较小，但瓢泼大雨和地形抬升因素共同影响，引发大面积洪灾，影响范围向北一直延伸到中大西洋地区。整场飓风一共导致两人死亡和23.5万美元的经济损失，其中大部分发生在佛罗里达州。

### 第二号飓风
8月7日，一股东风波在多巴哥附近发展成热带低气压。系统从卡里亚库和小马提尼克南侧近海经过向风群岛，于8月8日清晨进入加勒比海后增强成热带风暴。8月9日，气旋在多米尼加共和国南面达到一级飓风标准，再于次日达到风力时速150公里的最高强度。袭击海地蒂伯龙半岛（Tiburon Peninsula）后，风暴开始减弱，强度在8月12日回落至热带风暴标准。8月13日中午，气旋已从古巴西恩富戈斯附近登陆。进入佛罗里达海峡后，风暴重新增强，于8月13日清晨以强烈热带风暴强度吹袭门罗县大松礁岛（Big Pine Key）。气旋向西北偏北移动并缓慢减弱，然后又从富兰克林县圣乔治岛（St. George Island）附近登陆。风暴进入陆地上空后缓慢消退，于8月15日弱化成热带低气压，最终于8月17日在西弗吉尼亚州上空逐渐消散。
风暴将海地几乎所有的牲畜和大量农作物卷走，咖啡、可可和制糖作物受灾特别严重。多个村庄毁于一旦，致使约一万人无家可归，损失总额达到100万美元，至少有200人遇难。古巴所受影响基本局限于香蕉树倒塌。佛罗里达州沿海地区受到轻度破坏，博卡格兰德（Boca Grande）的一个火车站被毁，萨拉索培部分标志牌、树木和电线杆倒塌，圣彼德斯堡部分街道因洪水或瓦砾影响暂时封闭。锡达礁至佛罗里达州西北狭长地带之间有许多船只倾覆，洪水还对道路和树木构成冲刷。风暴致使此前由第一号飓风引发的洪灾复发，各地以南卡罗莱纳州格林维尔县的凯撒黑德（Caesars Head）雨量最高，达340毫米。北卡罗莱纳州的洪灾最为严重，许多房屋被毁。该州有六人死亡，其中四人死于洪灾，经济损失总额超过100万美元。整场飓风一共造成至少210人死亡，经济损失约为200万美元。

### 第三号热带风暴
9月1日，伊斯帕尼奥拉岛以南近海形成热带风暴。气旋朝正西略偏北面行进，于9月2日以风力时速65公里的热带风暴下限强度掠过牙买加南海岸，再于次日开始缓慢增强。9月4日，系统达到风力时速95公里的最高强度，然后很快就以此强度于9月5日清晨从普拉亚德尔卡曼附近登陆尤卡坦半岛。气旋在穿越半岛期间弱化，于次日清晨以弱热带风暴强度进入坎佩切湾。接下来风暴又有小幅增强，持续风速在9月7日逼近墨西哥本土期间达到每小时80公里。气旋略有减弱，于9月8日以风力时速65公里强度从坦皮科以北登陆。进入陆地上空后风暴很快就弱化成热带低气压并消散。气旋在德克萨斯州布朗斯维尔产生55毫米降水，其他影响缺乏记载。

### 第四号飓风
9月6日，非洲西岸近海形成热带低气压，于当天增强成热带风暴后不久从佛得角群岛南面经过。接下来风暴的增强速度放缓，并且9月7日晚一度停止强化。但过了约48小时后，风暴又继续增强并达到现代萨菲尔-辛普森飓风等级下的一级飓风强度。气旋继续西进，于9月12日袭击瓜德罗普前达到四级飓风标准，当地遭受重大破坏，有1200人死亡，85%至95%的香蕉作物被毁，70%至80%的木本作物受到重创，还有四成甘蔗毁于一旦。马提尼克、蒙塞拉特岛和尼维斯同样受到破坏并有人员丧生，但程度同瓜德罗普相比还远远不及。
9月13日中午左右，圣胡安的风速计测得每小时268公里的持续风速，表明风暴已增强成五级飓风并达到最高强度，再于仅六小时后吹袭波多黎各，成为有纪录以来唯一以五级飓风强度登陆该岛的热带气旋。极其强劲的狂风给当地造成重大破坏，全岛有2万4728套民房被彻底摧毁，另有19万2444套受损，导致超过50万人流离失所。暴雨对植被和农业构成沉重打击，单波多黎各就有312人丧生，经济损失约为5000万美元。进入大西洋后，风暴略有减弱，强度回落到四级飓风水平，但9月16日又开始经过巴哈马。当地许多房屋及其他建筑受损或被毁，并以比米尼群岛、伊柳塞拉岛、新普罗维登斯岛和圣萨尔瓦多岛灾情严重，共有19人死亡，其中一人淹死，另外18人是在一艘单桅纵帆船失踪后推定遇难。
9月17日清晨，飓风以持续风速每小时233公里强度从西棕榈滩附近登陆，该市至少有1711户民宅被毁。棕榈滩县其他地区则以奥基乔比湖周边灾情最为突出，风暴潮令湖水从南面决堤而出，将数百平方英里的陆地淹没，水深高达6.1米。贝尔格莱德、卡纳尔波因特（Canal Point）、帕霍基和南湾等多地都有大量房屋及其他建筑被洪水冲走，全州至少有2500人溺毙，损失总额估计为2500万美元。飓风在经过佛罗里达州期间大幅减弱，强度在9月17日晚降至一级飓风水平。系统蜿蜒向东北偏北方向前进并于9月18日短暂进入大西洋，但很快又以每小时140公里风速从南卡罗莱纳州埃迪斯托艾兰（Edisto Island）附近登陆。次日清晨，气旋减弱成热带风暴，并于数小时后在北卡罗莱纳州上空转变成温带气旋。整场风暴一共造成4079人死亡，经济损失达一亿美元。

### 第五号热带风暴
9月8日，巴巴多斯东北方向约1345公里洋面发展出热带风暴。气旋快速朝西北偏北移动并缓慢增强，于9月10日转向北上，然后达到最大持续风速每小时110公里、最低气压1015毫巴（百帕，30英寸汞柱）的最高强度，两项数值都是由船只测得。不久，气旋开始失去热带天气系统特征，于当天在纽芬兰与拉布拉多开普雷斯（Cape Race）东南偏南约1100公里海域转变成温带气旋。温带残留继续快速朝东北前进，最终被另一个温带低气压吸收。

### 热带低气压
9月22日，曾与锋区关联的低气压区在百慕大附近发展成热带低气压，持续风速达到每小时45公里，但未能进一步强化就于9月23日转变成温带气旋。

### 第六号飓风
10月10日，佛得角群岛最东端的西北偏西约1190公里海域发展出本季最后一个热带气旋。系统朝西北偏北移动，起初强度基本保持稳定，再于10月12日开始提升强化速度。次日清晨，风暴达到风力时速150公里的最高强度，属一级飓风标准，再经转向东北后于10月14日弱化成热带风暴。10月15日早上6点左右，风暴在亚速尔群岛弗洛雷斯岛西北方向约460公里洋面转变成温带气旋。

## 扩展阅读
- Monge, Luigi. . Popular Music. 2007, 26 (1): 129–140. doi:10.1017/S0261143007001171.